# Campionato mondiale femminile di pallacanestro 1998
La XIII edizione del Campionato Mondiale di Pallacanestro Femminile FIBA è stata disputata in Germania dal 26 maggio al 7 giugno del 1998.

## Squadre partecipanti
| Gruppo A - Russia - Spagna - Cina - Argentina | Gruppo B - Stati Uniti - Giappone - Lituania - Senegal | Gruppo C - Australia - Cuba - Germania - RD del Congo | Gruppo D - Brasile - Slovacchia - Ungheria - Corea del Sud |

## Classifica finale
| Campione del Mondo | Campione del Mondo | Campione del Mondo |
| --- | ------------------ | --- |
| Stati Uniti 4 Williams, 5 Staley, 6 Bolton, 7 McWilliams, 8 Azzi, 9 Leslie, 10 Holdsclaw, 11 Milton-Jones, 12 Campbell, 13 Wolters, 14 Smith, 15 McCray, All. Nell Fortner |                    | |
| Argento | Russia             | Russia4 Pšikova, 5 Nikonova, 6 Kušč, 7 Marilova, 8 Baranova, 9 Minaeva, 10 Chudašova, 11 Stepanova, 12 Abrosimova, 13 Skopa, 14 Zasul'skaja, 15 Zabolueva, All. Evgenij Gomel'skij                               |
| Bronzo | Australia          | Australia4 Maher, 5 Tranquilli, 6 Brondello, 7 Timms, 8 Burgess, 9 Hill, 10 Harrower, 11 Jackson, 12 Boyd, 13 Whittle, 14 Sporn, 15 Brogan, All. Tom Maher                                                       |
| 4. | Brasile            | Brasile4 Helen, 5 Branca, 6 Adriana, 7 Leila Sobral, 8 Paula, 9 Janeth, 10 Roseli, 11 Kelly, 12 Silvinha, 13 Alessandra, 14 Cíntia Tuiú, 15 Claudinha, All. Antônio Barbosa                                      |
| 5. | Spagna             | Spagna4 Grande, 5 Sánchez, 6 Anula, 7 Aguilar, 8 Alonso, 9 Valdemoro, 10 Valero, 11 Álvaro, 12 Pons, 13 Ferragut, 14 Cebrián, 15 García, All. Manuel Coloma                                                      |
| 6. | Lituania           | Lituania4 Valentienė, 5 Brazdeikytė, 6 Aleliūnaitė, 7 Štreimikytė, 8 Kalesinskaitė, 9 Kreivytė, 10 Berūkštienė, 11 Jodeikaitė, 12 Vilutytė, 13 Dambrauskaitė, 14 Tuomaitė, 15 Kurtinaitienė, All. Vydas Gedvilas |
| 7. | Cuba               | Cuba4 Víctores, 5 Seino, 6 Suero, 7 Herrera, 8 Soria, 9 Águila, 10 León, 11 Martínez, 12 Henry, 13 Castillo, 14 Ríos, 15 Enríquez, All. Miguel del Río                                                           |
| 8. | Slovacchia         | Slovacchia4 Bieliková, 5 Huťková, 6 Kotočová, 7 Danišková, 8 Vasilková, 9 Polónyiová, 10 Hiráková, 11 Hudecová, 12 Žirková, 13 Škvareková, 14 Kováčová, 15 Gyurcsi, All. Natália Hejková                         |
| 9. | Giappone           | Giappone4 Kawakami, 5 Hagiwara, 6 Murakami, 7 Katō, 8 Horibe, 9 Yoshiyama, 10 Miki, 11 Hamaguchi, 12 Ōyama, 13 Okazato, 14 Yamada, 15 Nagata, All. Fumikazu Nakagawa                                             |
| 10. | Ungheria           | Ungheria4 Donkó, 5 Zsolnay, 6 Újvári, 7 Hagara, 8 Béres, 9 Seres, 10 Papp, 11 Fodor, 12 Mészáros, 13 Iványi, 14 Kalmár-Nagy, 15 Károlyi, All. László Rátgéber                                                    |
| 11. | Germania           | Germania4 Wegeler, 5 Hohl, 6 Krätschmann, 7 Eggert, 8 Harder, 9 Pfeifer, 10 von Saldern, 11 Kremer, 12 Göttsche, 13 Kehrenberg, 14 Askamp, 15 Roth, All. Bernd Motte                                             |
| 12. | Cina               | Cina4 Jiang, 5 Zhang, 6 Zheng D., 7 Miao B., 8 Miao L., 9 Lu, 10 Yang, 11 Zheng H., 12 Sui, 13 Liang, 14 Ma, 15 Yu, All. Ma Yuenan                                                                               |
| 13. | Corea del Sud      | Corea del Sud4 Ok, 5 Jeon, 6 Kim J., 7 Park M., 8 Yu, 9 Yang, 10 Park J., 11 Kwon, 12 Lee E., 13 Lee J., 14 Jeong, 15 Kim S., All. Kim Jae-ung                                                                   |
| 14. | Senegal            | Senegal4 Sarr, 5 Kane, 6 Sy, 7 A. Guèye, 8 Fall, 9 Diop, 10 Diakhaté, 11 Lo, 12 Ndong, 13 N. Guèye, 14 Ndiaye, 15 Mbengue, All. Ousseynou Ndiaga Diop                                                            |
| 15. | Argentina          | Argentina4 Nicolini, 5 Soberón, 6 Mendoza, 7 Ferazzoli, 8 Tizón, 9 Gatti, 10 Boeykens, 11 Falabella, 12 Alomo, 13 Comba, 14 Luchessi, 15 Fernández, All. Eduardo Pinto                                           |
| 16. | RD del Congo       | RD del Congo4 Kano, 5 Namuanza, 6 Kapinga, 7 Kamin, 8 Kanasi, 9 Mbuli, 10 Nzongo, 11 N'Goy Benga, 12 Kamanga, 13 Bompindji, 14 Nzuanda, 15 Manteka, All. Monga Maluku Mozingo                                    |